# Mura di Cosa

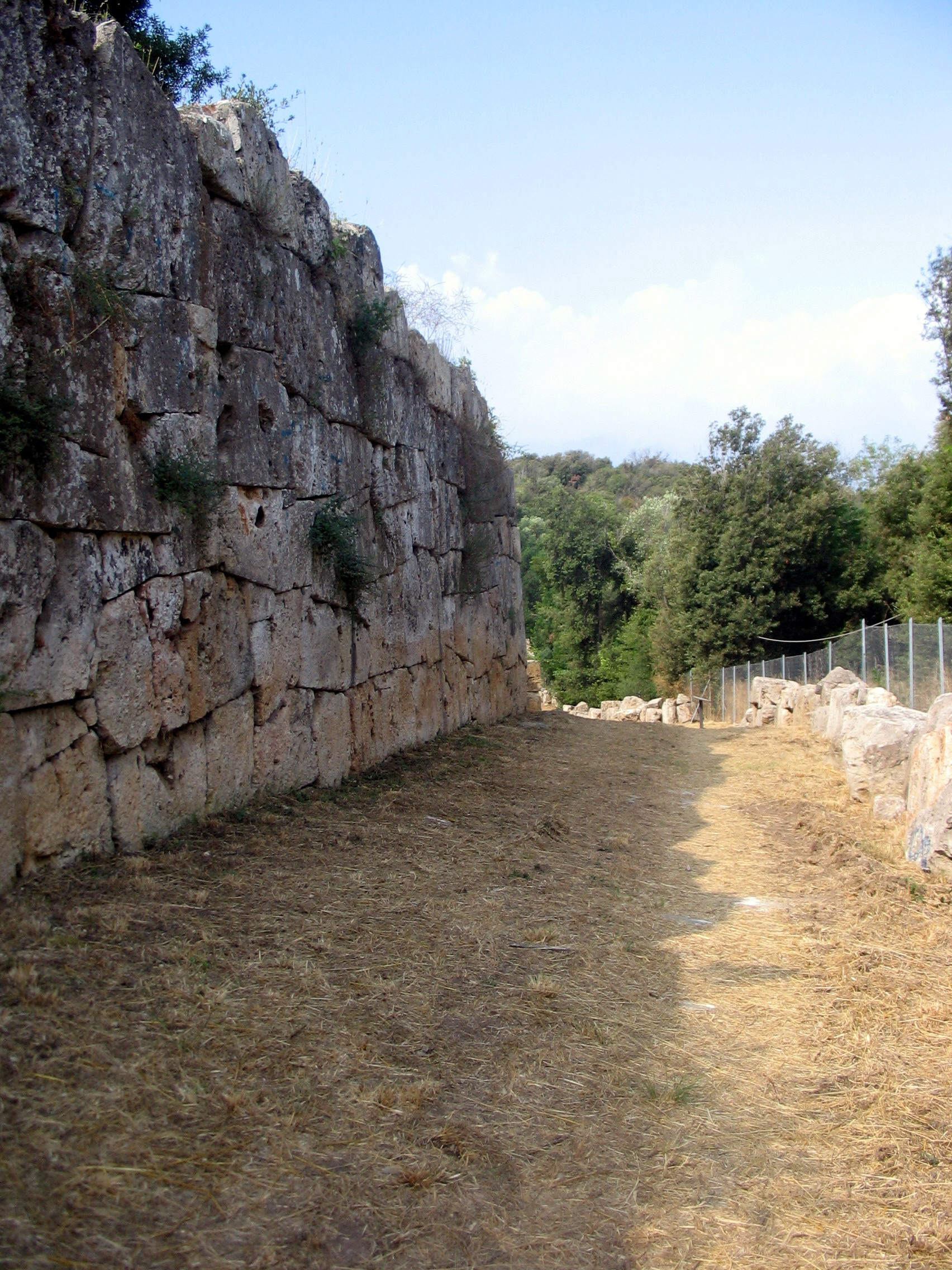
Veduta di un tratto delle mura

Le mura di Cosa costituiscono il sistema difensivo dell'omonima località di origine romana.

## Storia
La cinta muraria che delimitava l'antica città di Cosa fu costruita nel corso del III secolo a.C., a protezione dell'insediamento sorto nel 273 a.C.
L'opera difensiva fu realizzata in modo da rendere inespugnabile il luogo, sia in caso di invasione di terra che di incursione via mare. Il perimetro della cerchia muraria si estendeva originariamente per quasi un chilometro e mezzo ed era rafforzato da ben diciotto torri che svolgevano funzioni di avvistamento, di difesa ed offesa; fu uno dei primi esempi di cinte murarie così possenti realizzate dai Romani.
Nel corso dei secoli successivi le mura hanno continuato a svolgere le funzioni difensive; dopo la caduta dell'Impero romano d'Occidente il luogo andò gradualmente spopolandosi, soprattutto nel periodo compreso tra la dominazione longobarda e il X secolo.
Dopo l'anno Mille il luogo andò via via ripopolandosi, divenendo in seguito uno dei tanti luoghi controllati dalla famiglia Aldobrandeschi. I conti trovarono una poderosa cinta muraria già eretta, che non necessitò alcuna modifica da parte loro, pur essendo ipotizzabili una serie di lavori di restauro per recuperare pienamente la struttura difensiva dopo un periodo di declino e abbandono.
Nel corso del Trecento la città di Cosa entrò nelle mire espansionistiche di Siena, che cercava di espandere il proprio territorio verso sud e verso il mare. L'assedio del 1329 determinò la caduta di Cosa e, da allora, il luogo venne completamente abbandonato, poiché non rientrava nei piani della Repubblica di Siena.
Nonostante un lunghissimo periodo di declino e abbandono durato oltre mezzo millennio, la cinta muraria di Cosa è stata riportata agli antichi splendori da un lungo e scrupoloso restauro terminato alla fine del secolo scorso.

## Descrizione
Le mura di Cosa risultano in larga parte ben conservate, grazie anche al recente restauro che ha permesso di recuperarle.
La cerchia si presenta a forma poligonale con blocchi di arenaria di notevoli dimensioni, che sono stati regolarizzati sulla superficie esterna e fatti combaciare con tagli netti nei punti di giunzione.
Lungo la cinta muraria si trovavano tre porte, una postierla (presso l'acropoli) e ben diciotto torri sui lati esposti verso il mare, delle quali quindici a sezione rettangolare e tre di forma circolare. Ciascuna porta risultava doppia, essendo stata costituita da una porta esterna con volta e da una interna che ne era priva, separate tra loro da uno vano centrale di passaggio che veniva chiuso con saracinesche.